# Bitva o Manilu (1899)
Bitva o Manilu bylo největší a rozhodující vojenské střetnutí ve Filipínsko americké válce. Stály zde proti sobě jednotky Filipínské první republiky a jednotky Spojených států amerických, přičemž Filipíncům velel přímo prezident Emilio Aguinaldo. Bitva trvala od 4. února do 5. února 1899, na americké straně bylo dvanáct tisíc vojáků a na filipínské patnáct tisíc.
Za počátek bitvy je považován okamžik, kdy americké jednotky začaly pálit po skupině Filipínců, která se k nim blížila, a americký generál Elwell Stephen Otis vzápětí odmítl nabídku příměří filipínského prezidenta Aguinalda, který střelbu ze strany Filipínců prohlásil za nenařízenou.